# Wiesław Długosz
Wiesław Długosz (ur. 10 maja 1948 w Bodzanowie, zm. 19 grudnia 2008 w Szczecinie) – polski wioślarz, olimpijczyk z Monachium 1972.
Reprezentant klubów: AZS-MKSW Szczecin i AZS-AWF Warszawa. Uczestnik mistrzostw Europy w roku 1969 w konkurencji dwójek podwójnych (partnerem był Roman Kowalewski), gdzie zajął 11. miejsce oraz mistrzostw Europy w roku 1971, podczas których zajął 5. miejsce w konkurencji dwójki ze sternikiem (partnerami byli: Wojciech Repsz i sternik Jacek Rylski).
Na igrzyskach olimpijskich w Monachium w 1972 roku wystartował w dwójce ze sternikiem (partnerami byli: Wojciech Repsz i Jacek Rylski (sternik)), zajmując 6. miejsce.